# Ana Patrícia Silva Ramos
Ana Patrícia Silva Ramos (Espinosa, 29 september 1997), spelersnaam Ana Patrícia, is een Braziliaans beachvolleyballer. Met Duda Lisboa werd ze zowel olympisch als wereldkampioen en won ze een gouden medaille bij de Pan-Amerikaanse Spelen. Ze heeft in totaal twee keer meegedaan aan de Olympische Spelen. Daarnaast behaalde ze twee wereldtitels bij de junioren en won ze een gouden medaille bij de Olympische Jeugdspelen.

## Carrière

### 2014 tot en met 2021
Ana Patrícia nam in 2014 met Paula Hoffmann deel aan de wereldkampioenschappen onder de negentien in Porto, waar het tweetal als negende eindigde. Daarnaast won ze met Duda de gouden medaille bij de Olympische Jeugdspelen in Nanjing door de Canadese tweeling Megan en Nicole McNamara in de finale te verslaan. Het jaar daarop debuteerde ze met Renata Ribeiro in Rio de Janeiro in de FIVB World Tour. In 2016 vormde ze een team met Carolina Horta en was ze vooral actief in het nationale circuit. Daarnaast won ze met Duda de WK onder 21 in Luzern; een titel die het tweetal het seizoen daarop in Nanjing prolongeerde. Van 2017 tot en met 2021 vormde Ana Patrícia een team met Rebecca Silva. Het eerste jaar speelden ze voornamelijk in de Braziliaanse competitie. Het daaropvolgende seizoen namen ze deel aan drie FIVB-toernooien met een negende plaats in Espinho als beste resultaat. 
In het seizoen 2018/19 deed het tweetal mee aan veertien reguliere toernooien in de World Tour. Ze boekten drie overwinningen (Qinzhou, Den Haag en Xiamen), behaalden twee tweede plaatsen (Yangzhou en Ostrava) en eindigden driemaal als derde (Jinjiang, Gstaad en Espinho). Daarnaast namen ze deel aan de WK in Hamburg. Ana Patrícia en Rebecca bereikten de achtste finale waar ze werden uitgeschakeld door het Zwitserse duo Nina Betschart en Tanja Hüberli. Ze sloten het seizoen af met een derde plaats bij de World Tour Finals in Rome. Bovendien won het tweetal in maart 2019 de gouden medaille bij de Zuid-Amerikaanse Strandspelen in Rosario. In 2021 namen ze in aanloop naar de Spelen deel aan vier internationale toernooien waarbij ze een tweede plaats (Gstaad) en twee vijfde plaatsen (Doha en Cancun) behaalden. Bij het olympisch beachvolleybaltoernooi in Tokio bereikten ze de kwartfinale waar ze werden uitgeschakeld door het Zwitserse tweetal Anouk Vergé-Dépré en Joana Heidrich.

### 2022 tot heden
Het seizoen daarop wisselde Ana Patrícia van partner naar Duda. Het tweetal werd in Rome wereldkampioen door het Canadese duo Sophie Bukovec en Brandie Wilkerson in twee sets te verslaan. In de Beach Pro Tour – de opvolger van de World Tour – namen ze deel aan acht toernooien. Ze wonnen de toernooien van Gstaad en Uberlândia, eindigden als tweede bij de Final in Doha en behaalden derde plaatsen in Jurmala, Parijs en Kaapstad. In 2023 wonnen Ana Patrícia en Duda vijf van de tien Beach Pro Tour-toernooien waar ze aan mee deden (Ostrava, Gstaad, Hamburg, Parijs en João Pessoa). Bij de overige vijf toernooien kwamen ze tot een tweede plaats (Tepic) en twee derde plaatsen (Uberlândia en de seizoensfinale in Doha) en bereikten ze twee keer de kwartfinales (Doha en Montreal). Bij de WK in Tlaxcala won het duo zilver, nadat de finale verloren werd van het Amerikaanse tweetal Kelly Cheng en Sarah Hughes. Bij de Pan-Amerikaanse Spelen in Santiago wonnen Ana Patrícia en Duda de gouden medaille ten koste van Melissa Humana-Paredes en Brandie Wilkerson uit Canada.
Het jaar daarop deed het duo mee aan vijf wedstrijden in de mondiale competitie. Ze wonnen ze het Eilte16-toernooi van Brasilia en eindigden ze als vierde in Ostrava. Op basis van de olympische ranglijst waar Ana Patrícia en Duda bovenaan stonden, kwalificeerden ze zich voor de Olympische Spelen in Parijs. Daar veroverden ze het goud door in de finale opnieuw het Canadese duo Humana-Paredes en Wilkerson in drie sets te verslaan.

## Palmares
Kampioenschappen
- 2014:  Olympische Jeugdspelen
- 2016:  WK U21
- 2017:  WK U21
- 2019: 9e WK
- 2021: 5e OS
- 2022:  WK
- 2023:  WK
- 2023:  Pan-Amerikaanse Spelen
- 2024:  OS

FIVB World Tour
- 2018:  3* Qinzhou
- 2018:  4* Yangzhou
- 2019:  4* Den Haag
- 2019:  4* Xiamen
- 2019:  4* Jinjiang
- 2019:  4* Ostrava
- 2019:  5* Gstaad
- 2019:  4* Espinho
- 2019:  World Tour Finals Rome
- 2021:  4* Gstaad

Beach Pro Tour
- 2022:  Elite16 Jurmala
- 2022:  Elite16 Gstaad
- 2022:  Elite16 Parijs
- 2022:  Elite16 Kaapstad
- 2022:  Elite16 Uberlândia
- 2022:  Beach Pro Tour Final
- 2023:  Elite16 Tepic
- 2023:  Elite16 Uberlândia
- 2023:  Elite16 Ostrava
- 2023:  Elite16 Gstaad
- 2023:  Elite16 Hamburg
- 2023:  Elite16 Parijs
- 2023:  Elite16 João Pessoa
- 2023:  Beach Pro Tour Final
- 2024:  Elite16 Brasilia
- 2025:  Elite16 Brasilia